# Коефіцієнт обіговості робочого капіталу
Коефіцієнт обіговості робочого капіталу (NCT) дорівнює відношенню сумарної виручки від реалізації продукції за рік до середньорічним значенням чистого робочого капіталу NWC.
Розраховується за формулою:
NCT = Чистий обсяг продажу / Чистий обіговий капітал
Вказує, наскільки ефективно компанія використовує інвестиції в оборотний капітал і як це впливає на зростання продаж. Чим вище значення цього коефіцієнта, тим більше ефективно використовується підприємством чистий обіговий капітал.
Згідно з міжнародними стандартами бізнес-планування застосовується як один з фінансових показників ефективності бізнес-планів